# جرائم التوائم المتطابقة
جرائم التوائم المتطابقة هذه الجرائم واقع وليس من نسج خيال السينما، عن أغرب 10 حالات لحياة وجرائم التوائم المتطابقة.

## الأخوان كراي
رونى، وريغي، من أعتى مجرمي التوائم المتطابقة، أدارا كل عمليات
المافيا القاتلة في شرق لندن في الخمسينيات والستينيات على الرغم
من أنهم بدأوا عملهم في البداية في الملاكمة كهواة، وكانا يتمتعان بجو
النجومية وصداقة المشاهير أمثال فرانك سيناترا وجودي غارلاند، لكن
أمرهما انتهى عام 1968، حيث تم القبض عليهم وأدينا بالقتل، وتوفي
روني بنوبة قلبية في عام 1995، في حين توفي ريغي ـ الذي كان مصاباً
بالسرطان ـ عقب خروجه من السجن بأسابيع في عام 2000.

## الشقيقتان هان
صني، وجينا هان، من كوريا الجنوبية جاءا إلى أميركا، وظلوا مرتبطين
حتى صدر حكم بسجن صني لسرقتها بطاقة ائتمان تخص إحدى صديقاتها،
بينما اتهمت جينا بسرقة 40,000 دولار من الأسرة والأصدقاء، وشهدت
صني ضد توأمها في عملية سطو وسرقة كبرى، وفي عام 1996 ـ
عندما بلغ التوأم 22 عاماً ـ نفذت جينا مؤامرة ناجحة لقتل صني تصدرت
أخبارها العناوين في جميع أنحاء العالم اعتقلت على أثرها ومعها اثنان من
المشاركين، وفي عام 1990 حكم على جينا بالسجن مدى الحياة، وخلال
الحكم بكت في المحكمة واعتذرت عن تصرفاتها مؤكدة أن صني هي جسدها
ودمها.

## الأخوان سبالسكي
على الرغم من إن التوأم ستيفن، وروبرت بروس سبالسكي، كانوا قتلة،
لكن كل منهما كان يعمل وحده دون أن يدرك كل منهما أن الآخر مثله،
وكان ستيفن أول من قتل، ولكن روبرت أنهى المزيد من الأرواح بما فيهم
صديقته التي خنقها حتى الموت، وكان ستيفن في سن المراهقة عندما
اعترف بأنه مذنب في تهمة قتل خطأ وعلى مدى سنوات كان يعود إلى
السجن لانتهاكات السطو والخطف والعنف.

## الأخوان أديوال
وشهرتهما «مايكي» و«بيتر»، اعترفا بضلوعهما في عملية مخدرات
عام 2005 في كولومبيا، واتهم مايكي بالابتزاز وأفرج عنه بكفالة، واختفى
بيتر عن الأنظار منذ عام 2009، بعد أن نجا من محاولة قتل وأصيب بـ 26
طلقة نارية في جذعه ووجهه وقدمه.

## الشقيقتان جيبونز
جون وجينيفر جيبونز، ولدتا في ويلز في عام 1963 ونشأتا منبوذتين
اجتماعياً لأنهم كانوا يعانون من الخوف طوال الوقت ولديهم عوائق في
الكلام، ومع الوقت صارت لغتهم أكثر سرية وفريدة من نوعها، ارتكبت
الأخوات جرائم عدة بما في ذلك الحرق والسرقة، وتم إيداعهم بمستشفى
برودمور في إنكلترا حيث عاشوا لمدة 11 عاماً وشخصت حالتهم في
وقت لاحق على أنها نوع من الفصام، وكانا يهويان الكتابة وألفت كل
منهما رواية، وكانت العلاقة بينهما مزيجاً من الحب والكراهية، وفي نهاية
المطاف صاروا متفقين ـ داخل مستشفى برودمور ـ على أن يموت أحدهما
ليعيش الآخر حياة طبيعية، وفي عام 1993 ـ وبعد ساعات من الإفراج عنهم ـ
توفيت جنيفر على كتف أختها بعد إصابتها بالتهاب مفاجئ في عضلة القلب،
ولا تزال القضية غامضة حتى الآن.

## الشقيقتان وايتهيد
«جاس» و«تاس»، قضتا فترة مراهقة ناجحة دراسياً، وعاشتا عامين
مع جدتهم لوالدتهم ثم عادتا مرة أخرى للعيش مع والدتهما التي قتلت
طعناً في يناير 2010، ألقي القبض على الأختين بتهمة القتل، أنكرتا التهمة
وقالتا إنهما جاؤوا من المدرسة وعثروا على جثة والدتهما في بركة من
الدم، وكانت الأم ـ قبل وفاتها بأسبوع ـ قد اتصلت بالشرطة ثلاث مرات
بسبب مشكلات مع بنتيها، ولم يتفأجا أصدقاء الأختين بعد اتهامهما بالقتل،
وأكدت التقارير أن تاس وجاس كان من الصعب التعامل معهما، لدرجة أن
جدتهما كانت تغلق على نفسها باب غرفتها لتفادي سرقة التوأم لممتلكاتها.

## الأخوان O
في 2009 قام ثلاثة رجال ملثمين بسرقة مجوهرات بقيمة 6.5 مليون
دولار من أحد متاجر برلين، ولكنهم تركوا وراءهم قفازاً من المطاط تفوح
منه رائحة العرق استخدمته الشرطة لتصل ـ عن طريق الحمض النووي
ـ إلى حسن وعباس أوه ـ 27 عاماً ـ اللذين لم يستطع البوليس الألماني
الكشف عن أسمائهم بالكامل، وكان للأخوين سجلات بتهمة السرقة والاحتيال،
ونظراً لأنهم توأم متماثل بنسبة 99.99 ٪، فلم تكن هناك أي وسيلة للمحققين
لتحديد أي أخ كان مرتبطاً بالحمض النووي الذي عثر عليه في مسرح الجريمة
فلم يصبح أمام الشرطة أي خيار سوى إطلاق سراحهما.

## الأخوان فوكس
ألبرت إبنيزر فوكس، وفوكس إبنيزر ألبرت، توأم متطابق وبأسماء متشابهة،
ولدوا في عام 1857، ولديهم ميل كبير للصيد غير المصرح به، وقد استطاعا
أن يستخدما هذا التشابه لصالحهما، حيث كانوا يقوموا بمقاضاة السلطات في
إنكلترا والمطالبة بالتعويض عن إدانة الشقيق الخاطئ، وبسبب التطابق الشديد
بينهما فلقد توصلت السلطات لفكرة بصمات اليد التي لم تكن معروفة آنذاك.

## الاخوان برندت
أدينا بالقتل العمد بعد أن عثرت الشرطة على جثة والدتهما مغطاة بالحشرات
في منزلها في هيوستن، ذكر المحققون أن الابنين كانوا يشاهدون بطولة
كرة القدم عندما كانت الأم تسير وانزلقت وسقطت وحدها على الأرض، وأضاف
الشقيقان أنهم تركوها على الأرض، وأنها كانت واعية وتحدثت إليهم لمدة
ثلاثة أيام حتى وفاتها، ووفقاً للشرطة واصل التوأم العيش في المنزل والمرور
فوق جسم الأم بشكل عادي، لكن أسقطت هيئة المحلفين الكبرى اتهامات
القتل ضد التوأم، لأنه وفقاً لمحامي الدفاع فإن أحد الأخوين مصاب بمتلازمة
إسبرجر والآخر يعتبر من المعوقين عقلياً وليس قادراً على الإدراك.

## الشقيقتان إريكسون
أورسولا، وسابينا، توأمان سويديان تعانيان من الجنون اللحظي والتوهم،
من مواليد 1967، في 2008 احتلتا عناوين الصحف إثر ظهورهما أمام
كاميرات الفيديو التي تسجل حركة المرور على الطريق السريع الذي
يربط بين المملكة المتحدة وهما تقومان بالركل والضرب العشوائي غير
مكترثتين للسيارات التي صدمتهما، وأدينت سابينا بعد ذلك بجريمة بشعة
حيث قامت بقتل أب لطفلين بطعنه مراراً وتكراراً بسكين مطبخ، وحين
وصلت النجدة إلى مكان الحادث قامت سابينا بضرب نفسها على رأسها
بمطرقة قبل القفز من 40 قدماً، لكنها شفيت من السقطة وألقي القبض عليها،
وأثناء محاكمتها قال الأطباء النفسيون إن سابينا كانت تعاني من الاضطرابات
التي جعلتها تسمع أصوات غريبة طوال الوقت وتؤدي بها إلى ارتكاب أعمال
عنف، وهو ما جعل الحكم يخفف إلى 5 سنوات بتهمة القتل الخطأ.